# Guanosindifosfato
Il guanosindifosfato (in sigla GDP) è un estere dell'acido pirofosforico con il nucleoside guanosina.
Il GDP consiste di un gruppo pirofosfato, di uno zucchero pentoso (il ribosio) e della base azotata guanina.
Il GDP è il prodotto della defosforilazione del guanosintrifosfato (o GTP) da parte delle GTPasi (ad esempio le G-proteine coinvolte nella trasduzione del segnale).